# 1970 en Saskatchewan
Chronologie de la Saskatchewan
- 1966
- 1967
- 1968
- 1969
- 1970
- 1971
- 1972
- 1973
- 1974

Cette page concerne des événements d'actualité qui se sont produits durant l'année 1970 dans la province canadienne de la Saskatchewan.

## Politique
- Premier ministre : Ross Thatcher
- Chef de l'Opposition :
- Lieutenant-gouverneur : Robert L. Hanbidge puis Stephen Worobetz
- Législature :

## Événements
- Construction de la Montagne artificielle de Blackstrap (en) à Saskatoon en vue des Jeux du Canada d'hiver de 1971

## Naissances

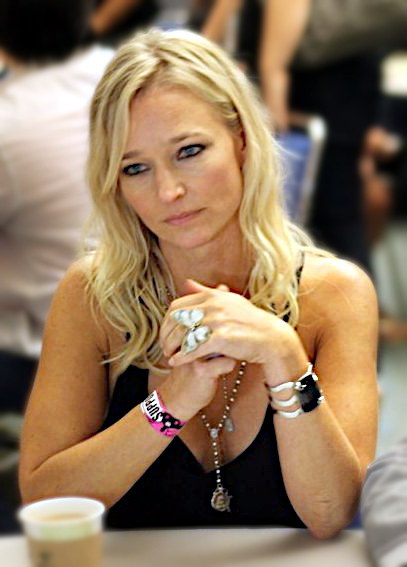
Kari Matchett

- 4 février : Kevin Cheveldayoff (né à Saskatoon) est un joueur professionnel de hockey sur glace canadien.

- 5 février : Kelly Lamrock (né en Saskatchewan) est un avocat et un homme politique canadien, anciennement député libéral de Fredericton-Fort Nashwaak à l'Assemblée législative du Nouveau-Brunswick et ministre.

- 25 mars : Kari Matchett est une actrice canadienne née à Spalding.

- 17 octobre : Tosha Lee Tsang est une rameuse canadienne née à Saskatoon.

- 4 novembre : Corey Schwab (né à North Battleford) est un joueur professionnel retraité et entraîneur de hockey sur glace.

- 23 décembre : Catriona Le May Doan (née à Saskatoon) est une patineuse de vitesse canadienne. Elle est double championne olympique de patinage de vitesse.

## Décès
- 22 juin : William Melville Martin, premier ministre de la Saskatchewan.